# 二日町停留場
二日町停留場（ふつかまちていりゅうじょう）は、かつて宮城県仙台市（現在の同市青葉区）二日町にあった仙台市交通局（仙台市電）の停留場である。

## 概要
二日町交差点（勾当台通と北四番丁通りとの交点）付近に位置していた。1969年（昭和44年）までは循環線と北仙台線の分岐駅となっていた。

## 歴史

### 年表
- 1928年（昭和3年）3月28日：循環線全線開通により開業
- 1937年（昭和12年）10月26日：北仙台線全線開通
- 1969年（昭和44年）4月1日：北仙台線廃止
- 1976年（昭和51年）4月1日：全線廃線により廃駅

### 駅名の変遷
勾当台通（）→北四番丁（）→二日町

## 駅周辺
基本的には現在の北四番丁駅の周辺とほぼ同一である。
- 「二日町北四番丁」停留所（仙台市営バス・宮城交通）

## 隣の駅
仙台市電
循環線
木町通二丁目停留場 - 二日町停留場 - 県庁市役所前停留場
北仙台線
二日町停留場 - 北六番丁電波監理局前停留場